# Museu Nacional de l’Automòbil d’Andorra

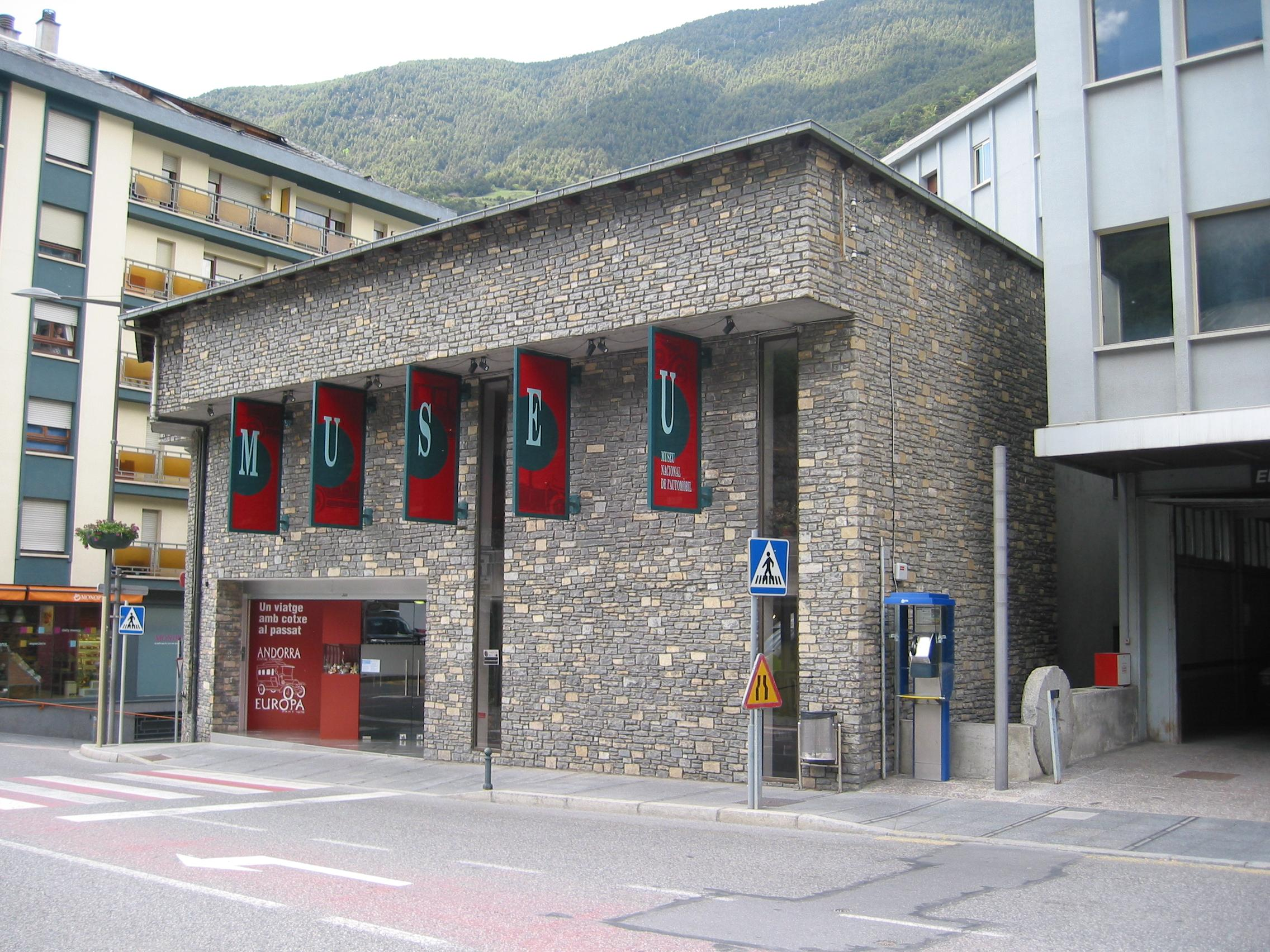
Eingang zum Museu Nacional de l’Automòbil

Das Museu Nacional de l’Automòbil d’Andorra ist ein Automobilmuseum in der Stadt Encamp im Fürstentum Andorra.

## Geschichte
Das nationale Automobilmuseum bietet eine Übersicht über die Veränderungen der Fahrzeuge im Laufe der Zeit, von der Dampfmaschine wie der Pinette aus dem Jahre 1885, dem ältesten Stück der Kollektion, bis zu Fahrzeugen, die in den 1970er Jahren auf den Straßen von Andorra zu sehen waren. Die Sammlung besteht aus rund 80 Vierradfahrzeugen und rund 100 Zweirädern. Die Sammlung ist mit einer Reihe verwandter Objekte der Automobilwelt, wie Miniaturen, Plakaten, Werbung und Zubehör, ergänzt.